# Colsterdale
Colsterdale est une vallée, un village et une paroisse civile du Yorkshire du Nord, en Angleterre.